# Nygårdsanna
Nygårdsanna är ett svenskt klädmärke som grundades årsskiftet 1993/1994 av Nygårds Anna Bengtsson för att bedriva formgivning och försäljning av textilier. Företaget är registrerat som aktiebolag.
1998 vann klädmärket och dess grundare Guldknappen. Juryns motivering löd: ”Nygårds Anna Bengtsson vårdar vårt svenska kulturarv på ett modernt sätt. Skönhet och funktion präglar hennes tidlöst feminina design.”
Nygårdsannas kläder använder enkla snitt. Bengtsson själv beskriver att hon enbart använder sig av naturmaterial såsom lin, ull och rami av hög kvalitet. Utöver dessa material förekommer också användning av bomull, liksom syntetmaterialet elastan.

## Grundare
Grundaren av Nygårdsanna är Nygårds Anna Margareta Bengtsson, född 26 mars 1966 och uppvuxen i Mora. Som femåring lärde sig Bengtsson sy och sticka av sin mor, mormor samt farmor och som nioåring skapade hon sitt första plagg. En inspiration vid den tiden för familjen var den starka hantverkstraditionen i Dalarna.
Under åren som följde var tanken aldrig att arbeta med kläder, utan att syssla med det på fritiden. Detta förändrades när Bengtsson började studera vid Textilhögskolan i Borås och Beckmans designhögskola i Stockholm. Hennes första kollektion skapades 1994 i och med Bengtssons examensarbete vid Beckmans.